# Ткаченко, Юрий Анатольевич
Юрий Анатольевич Ткаченко (1935—2000) — советский и украинский кинорежиссёр, сценарист и кинооператор.

## Биография
Родился 19 августа 1935 года в городе Запорожье в семье рабочего. Окончил операторский факультет Всесоюзного государственного института кинематографии (1958).
Работал оператором и режиссёром «Укркинохроники».
С 1983 года — режиссёр студии «Укртелефильм».
Снял ленты: «Земля Киевская» (1959), «Город шахтёрской славы» (1960), «Кубок меняет адрес» (1961), «Десятая юбилейная», «Золотой мяч» (1962), «Вам, двадцатилетние», «Мыс Тарханкут», «Песня всегда с нами», «Письма Любы Молдаван», «Мы студенты разных континентов» (1963), «Современные запорожцы», «Кормчие» (1965, Первая премия Зонального обзора, Ленинград, 1966; Диплом Международного фестиваля, Лондон, 1966; Диплом за лучшую операторскую работу Всесоюзного кинофестиваля, Киев, 1966; Диплом Международного кинофестиваля, Оберхаузен, 1967; Диплом Международного кинофестиваля, Нью-Йорк, 1967), «195 дней» (1965), «Корабли не умирают» (1965, в соавторстве, Первая премия зонального обзора, Ленинград, 1966; Первая премия Всесоюзного кинофестиваля, Киев, 1966), «Берег надежды», «Грани таланта» (1966), «Мужество», «Десант в бессмертие» (1967), «Довженкова земля» (1970), «Леся Украинка», «Музыка Веделя» (1971), «О дружбе поёт Украина» (1974, в соавторстве), «Отец садов» (1975), «Суперкубок» (1975, режиссёр, сценарист, оператор в соавторстве), «Воспоминание о войне» (1980), «Лобановский. Размышления о футболе» (1982, соавтор сценария), «Гоголь» (1982) и др.
Создал художественные телефильмы: «Вечера на хуторе близ Диканьки» (1983), «Украденное счастье» (1984), «Ночь в меня», «Неизвестный Чорновил» (1991).
Был членом Национального Союза кинематографистов Украины.
Умер 5 августа 2000 года в Киеве. Похоронен на старом кладбище под Святой Горой, возле села Ушня, Золочевского района, Львовской области. На могиле установлен стилизованный казацкий крест.

## Фильмография

### Режиссёр
- 1983 — Вечера на хуторе близ Диканьки
- 1984 — Украденное счастье

### Сценарист
- 1983 — Вечера на хуторе близ Диканьки

### Оператор
- 1967 — Берег надежды